# The MDNA Tour
The MDNA Tour — дев'ятий світовий концертний тур американської співачки Мадонни. Найуспішніший концертний тур 2012 року. Займає десяте місце серед найкасовіших концертних турів усіх часів, і, відповідно, друге серед найкасовіших концертних турів сольних виконавців та виконавців жіночої статі (на першому місці в обидвох випадках також тур Мадонни — Sticky & Sweet).
The MDNA Tour розпочався 31 травня в Тель-Авіві і закінчився 22 грудня в Кордові.
Турне проходило на підтримку дванадцятого студійного альбому MDNA і складалося з 88 концертів по всьому світу. Уперше в історії відбулися концерти в Об'єднаних Арабських Еміратах, Україні та Колумбії.
The MDNA Tour відвідали 2,212,345 глядачів, а касові збори в підсумку склали $305,158,363.

## Довідкова інформація
31 січня 2012 року віце-прем'єр-міністр України Борис Колесніков на пресконференції про підсумки підготовки до Євро-2012 повідомив, що з менеджерами Мадонни ведуться переговори щодо проведення концерту в Україні.
Новий дев'ятий тур Мадонни був офіційно анонсований журналом Billboard 7 лютого 2012 року, через 2 дні після тріумфального виступу Мадонни під час перерви у футбольній грі на чемпіонаті НФЛ Super Bowl XLVI.

## Цікаві факти

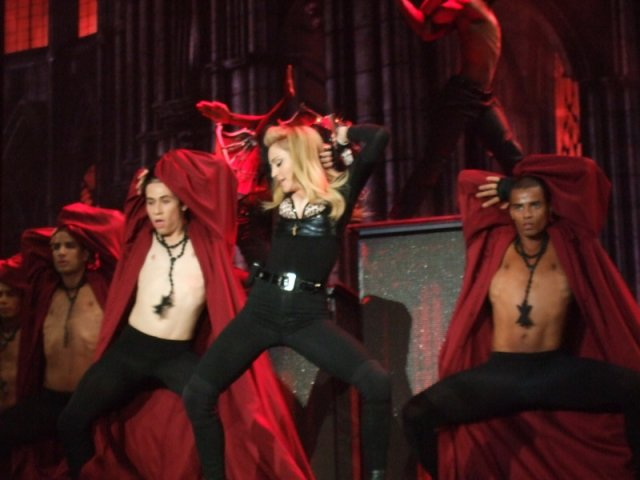
Мадонна виконує пісню «Girl Gone Wild.»

- The MDNA Tour розпочався у Тель-Авіві — тому самому місті, де в 2009 році закінчилося попереднє турне Sticky & Sweet Tour;
- Дизайнером туру є всесвітньовідомий французький модельєр Жан Поль Готьє, котрий прославився, зокрема, винаходом гострого чорного бюстгальтера для турне Мадонни 1990-го року;
- Обладнання для шоу Європою перевозили майже 100 фур;
- 14 липня на Stade de France у Парижі перед французькими фанатами Мадонна оголила ліву грудь, а праву оголила раніше на червневому концерті у Стамбулі). Дата виступу в Парижі збіглась з Днем взяття Бастилії.

## Концерт у Києві
- 26 березня 2012 року на офіційному сайті співачки підтверджено, що перший в історії України концерт Мадонни відбудеться у Києві 4 серпня 2012 року на стадіоні НСК «Олімпійський».[7]
- Квитки на київський концерт надійшли у продаж з 30 березня.
- Спеціальним гостем на розігріві у Києві мав бути Себастіан Інгроссо — легенда house-музики, один з двадцяти найкращих ді-джеїв світу, але його виступ не відбувся, а публіку розігрівав відомий київський ді-джей Kirill Doomski; [8]
- Райдер співачки складається з 48 листків вимог, які можуть в будь-який час змінюватися. Більша частина вимог є таємною. Навіть організатори концерту не знали, в якому із трьох заброньованих готелів мала жити Мадонна. Так, в Києві в останній момент стало відомо, що співачка поселиться в готелі Hayatt;
- Під час саунд-чеку у Києві Мадонна спробувала вивчити українське слово «дякую», брала в руки російський та український прапори, запитувала у шанувальників про Юлію Тимошенко, чи правда, що в Україні не дуже хороший президент, всюди корупція та несправжня демократія.[9]

## Розігрів
| - Мартін Сольвейг (Європа, Північна Америка, вибрані дати) - Пол Окенфолд (Медельїн, Європа, Північна Америка вибрані дати) - Alesso (Європа, вибрані дати) - Nero (Північна Америка, вибрані концерти) - Will.I.Am (Париж) | - Offer Nissim (Тель-Авів, Стамбул) - Benny Benassi (Абу-Дабі, Вашингтон) - LMFAO (Лондон, Ніцца) - DJ Kirill Doomski (Київ) - Felguk (Ріо-де-Жанейро, Сан-Паулу, Порту-Алегрі) | - Gui Boratto (Сан-Паулу) - DJ Fabrício Peçanha (Порту-Алегрі) - Carl Louis & Martin Danielle (Осло) - Laidback Luke (Філадельфія, Буенос-Айрес, Сантьяго, Кордоба) - Avicii (Нью-Йорк (вересень) - DJ Misha Skye (Денвер, Фенікс) |

## Сет-ліст

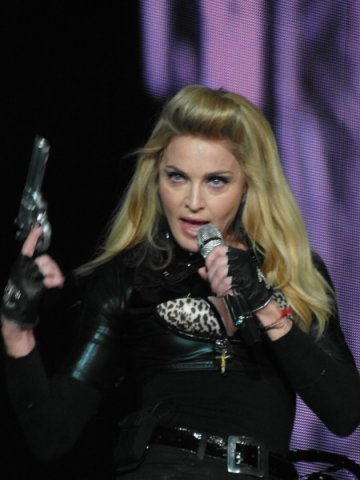
Мадонна виконує пісню «Revolver»

1. «Gregorian Chants/Virgin Mary» (у виконанні Kalakan) (з елементами 91 псалма з «Книги Псалмів»[21] і «Birjina Gaztetto bat Zegoen»)
2. «Girl Gone Wild» (з елементами «Material Girl», «Give It 2 Me» та Offer Nissim реміксу)
3. «Revolver»
4. «Gang Bang»
5. «Papa Don't Preach»
6. «Hung Up» (з елементами «Girl Gone Wild»)
7. «I Don't Give A»
8. «Best Friend» (Remix) (Відео-інтерлюдія) (з елементами пісні «Heartbeat»)
9. «Express Yourself» (з елементами «Born This Way» та «She's Not Me»)
10. «Give Me All Your Luvin'» (Just Blaze Remix)
11. «Turning Up the Hits» (Відеоінтерлюдія з найвідоміших відеокліпів Мадонни) («Holiday», «Into the Groove», «Lucky Star», «Like a Virgin», «4 Minutes», «Ray of Light», і «Music»)
12. «Turn Up the Radio» (з елементами Leo Zero Remix)
13. «Open Your Heart» (з елементами «Sagarra Jo»)
14. «Holiday»[A]
15. «Masterpiece»
16. «Justify My Love» (Remix) (Відео-інтерлюдія)
17. «Vogue»
18. «Candy Shop» (з елементами «Ashamed of Myself», «Erotica»)
19. «Human Nature»
20. «Like a Virgin» (з елементами «Evgeni's Waltz» — саундтреку до фільму Мадонни «Ми. Віримо у кохання»)
21. «Love Spent»[B](з елементами акустичної версії «Evgeni's Waltz»)
22. «Nobody Knows Me» (Remix) (Відео-інтерлюдія)
23. «I'm Addicted»
24. «I'm a Sinner» (з елементами «Cyber-Raga» і «De Trevilles-n azken hitzak»)
25. «Like a Prayer»
26. «Celebration» (Benny Benassi Remix) (з елементами «Give It 2 Me»[C] та «Girl Gone Wild»)

Уточнення
- A↑  «Holiday» була додана до сет-лісту 8 вересня 2012 року. Виконувалася під час деяких концертів туру.
- B↑  «Love Spent» була додана до сет-лісту 20 вересня 2012 року. Не виконувалася жодного разу до цієї дати.
- C↑  Елементи «Give It 2 Me» були додані до фінальної «Celebration» починаючи з 30 жовтня 2012 року.

- На концерті в Единбурзі «Like a Virgin» і «I'm Addicted» не виконувалися у зв'язку з місцевими обмеженнями часу для виступів.
- Під час промо-виступу в паризькій Олімпії були виконані тільки 9 пісень, починаючи з «Turn Up the Radio» до «Human Nature» (без «Holiday») а також дві ексклюзивні пісні; «Beautiful Killer» (з елементами «Die Another Day») і «Je t'aime... moi non plus».[22]
- Під час другого концерту у Ванкувері «Holiday» та «Like A Virgin» не були виконані.
- Під час першого виступу в Сан-Хосе «Holiday» не виконувалася на користь «Everybody» в честь 30-річчя музичної кар'єри Мадонни.
- Під час другого виступу в Сент-Полі Мадонна заспівала уривки з «American Life» після «Human Nature».
- Під час виступів у Феніксі, Канзас-Сіті, Сент-Луїсі, Детройті, Клівленді, Шарлотті, Маямі, Мехіко, Ріо-де-Жанейро, Сан-Паулу, Порту-Алегрі і в Буенос-Айресі «Holiday» не виконувалася.
- Протягом другого шоу в нью-йоркському Медісон Сквер Гарден «Holiday» та «Masterpiece» не виконувалися. Замість них Мадонна виконала «Give It 2 Me» у поєднанні з «Gangnam Style», і «Music». Для обидвох пісень Мадонна запросила на сцену феноменально успішного в 2012 році південно-корейського співака PSY. Відповідно, під час «Celebration» елементи з «Give It 2 Me» вже не виконувалися.
- Протягом другого шоу в Мехіко, першого в Медельїні і під час виступу в Сантьяго Мадонна виконала «Spanish Lesson», оскільки концерти були в іспаномовних країнах.
- Протягом виступів у Сан-Паулу, Порту-Алегрі, Сантьяго і другого шоу в Медельїні «Like A Virgin» та «Love Spent» не виконувалися.
- Протягом виступів у Буенос-Айресі Мадонна виконувала «Don't Cry for Me Argentina» замість «Like a Virgin».
- Під час виступу в Сантьяго перша частина концерту не виконувалася у зв'язку із сильним дощем і технічними проблемами. Шоу розпочалося з пісні «Express Yourself.»
- Під час концерту в Кордобі «Masterpiece» і «Justify My Love» не виконувалися через відключення електроенергії, а «Holiday» була виконана разом із шанувальниками акапельно та з допомогою гучномовця.

## Розклад концертів

Український постер The MDNA Tour

| Дата              | Місто                      | Країна                | Місце виступу                 |
| Азія              | Азія                       | Азія                  | Азія                          |
| ----------------- | -------------------------- | --------------------- | ----------------------------- |
| Травень 31, 2012  | Тель-Авів                  | Ізраїль               | Ramat Gan Stadium             |
| Червень 3, 2012   | Абу-Дабі                   | ОАЕ                   | Yas Arena                     |
| Червень 4, 2012   | Абу-Дабі                   | ОАЕ                   | Yas Arena                     |
| Європа            |                            |                       |                               |
| Червень 7, 2012   | Стамбул                    | Туреччина             | Türk Telekom Arena            |
| Червень 11, 2012  | Загреб (Концерт скасовано) | Хорватія              | Maksimir Stadium              |
| Червень 12, 2012  | Рим                        | Італія                | Stadio Olimpico               |
| Червень 14, 2012  | Мілан                      | Італія                | Stadio San Siro               |
| Червень 16, 2012  | Флоренція                  | Італія                | Stadio Franchi                |
| Червень 20, 2012  | Барселона                  | Іспанія               | Palau Sant Jordi              |
| Червень 21, 2012  | Барселона                  | Іспанія               | Palau Sant Jordi              |
| Червень 24, 2012  | Коїмбра                    | Португалія            | Estadio Cidade de Coimbra     |
| Червень 28, 2012  | Берлін                     | Німеччина             | O2 World                      |
| Червень 30, 2012  | Берлін                     | Німеччина             | O2 World                      |
| Липень 2, 2012    | Копенгаген                 | Данія                 | Parken                        |
| Липень 4, 2012    | Гетеборг                   | Швеція                | Ullevi Stadion                |
| Липень 7, 2012    | Амстердам                  | Нідерланди            | Ziggo Dome                    |
| Липень 8, 2012    | Амстердам                  | Нідерланди            | Ziggo Dome                    |
| Липень 10, 2012   | Кьольн                     | Німеччина             | LANXESS Arena                 |
| Липень 12, 2012   | Брюссель                   | Бельгія               | Stade Roi-Baudouin            |
| Липень 14, 2012   | Париж                      | Франція               | Stade de France               |
| Липень 17, 2012   | Лондон                     | Велика Британія       | Hyde Park                     |
| Липень 19, 2012   | Бірмінгем                  | Велика Британія       | National Indoor Arena         |
| Липень 21, 2012   | Единбург                   | Велика Британія       | Murrayfield Stadium           |
| Липень 24, 2012   | Дублін                     | Ірландія              | Staid Aviva                   |
| Липень 26, 2012   | Париж                      | Франція               | L'Olympia                     |
| Липень 29, 2012   | Відень                     | Австрія               | Ernst-Happel-Stadion          |
| Серпень 1, 2012   | Варшава                    | Польща                | Stadion Narodowy              |
| Серпень 4, 2012   | Київ                       | Україна               | НСК «Олімпійський»            |
| Серпень 7, 2012   | Москва                     | Росія                 | СК «Олимпийский»              |
| Серпень 9, 2012   | Санкт-Петербург            | Росія                 | Петербургский СКК             |
| Серпень 12, 2012  | Гельсінкі                  | Фінляндія             | Олімпійський стадіон          |
| Серпень 15, 2012  | Осло                       | Норвегія              | Telenor Arena                 |
| Серпень 18, 2012  | Цюрих                      | Швейцарія             | Stadion Letzigrund            |
| Серпень 21, 2012  | Ніцца                      | Франція               | Stade Charles-Ehrmann         |
| Північна Америка  |                            |                       |                               |
| Серпень 28, 2012  | Філадельфія                | США                   | Wells Fargo Center            |
| Серпень 30, 2012  | Монреаль                   | Канада                | Bell Center                   |
| Вересень 1, 2012  | Квебек                     | Канада                | Plains of Abraham             |
| Вересень 4, 2012  | Бостон                     | США                   | TD Garden                     |
| Вересень 6, 2012  | Нью-Йорк                   | США                   | Yankee Stadium                |
| Вересень 8, 2012  | Нью-Йорк                   | США                   | Yankee Stadium                |
| Вересень 10, 2012 | Оттава                     | Канада                | Scotiabank Place              |
| Вересень 12, 2012 | Торонто                    | Канада                | Air Canada Centre             |
| Вересень 13, 2012 | Торонто                    | Канада                | Air Canada Centre             |
| Вересень 15, 2012 | Атлантик-Сіті              | США                   | Boardwalk Hall                |
| Вересень 19, 2012 | Чикаго                     | США                   | United Center                 |
| Вересень 20, 2012 | Чикаго                     | США                   | United Center                 |
| Вересень 23, 2012 | Вашингтон                  | США                   | Verizon Center                |
| Вересень 24, 2012 | Вашингтон                  | США                   | Verizon Center                |
| Вересень 29, 2012 | Ванкувер                   | Канада                | Rogers Arena                  |
| Вересень 30, 2012 | Ванкувер                   | Канада                | Rogers Arena                  |
| Жовтень 2, 2012   | Сієтл                      | США                   | KeyArena                      |
| Жовтень 3, 2012   | Сієтл                      | США                   | KeyArena                      |
| Жовтень 6, 2012   | Сан-Хосе                   | США                   | HP Pavilion at San Jose       |
| Жовтень 7, 2012   | Сан-Хосе                   | США                   | HP Pavilion at San Jose       |
| Жовтень 10, 2012  | Лос-Анджелес               | США                   | Staples Center                |
| Жовтень 11, 2012  | Лос-Анджелес               | США                   | Staples Center                |
| Жовтень 13, 2012  | Лас-Вегас                  | США                   | MGM Grand Garden Arena        |
| Жовтень 16, 2012  | Фінікс                     | США                   | US Airways Center             |
| Жовтень 18, 2012  | Денвер                     | США                   | Pepsi Center                  |
| Жовтень 21, 2012  | Даллас                     | США                   | American Airlines Center      |
| Жовтень 24, 2012  | Х'юстон                    | США                   | Toyota Center                 |
| Жовтень 27, 2012  | Новий Орлеан               | США                   | New Orleans Arena             |
| Жовтень 30, 2012  | Канзас-Сіті                | США                   | Sprint Center                 |
| Листопад 1, 2012  | Сент-Луїс                  | США                   | Scottrade Center              |
| Листопад 3, 2012  | Сент-Пол                   | США                   | Xcel Energy Center            |
| Листопад 4, 2012  | Сент-Пол                   | США                   | Xcel Energy Center            |
| Листопад 6, 2012  | Пітсбург                   | США                   | Consol Energy Center          |
| Листопад 8, 2012  | Детройт                    | США                   | Joe Louis Arena               |
| Листопад 10, 2012 | Клівленд                   | США                   | Quicken Loans Arena           |
| Листопад 12, 2012 | Нью-Йорк                   | США                   | Madison Square Garden         |
| Листопад 13, 2012 | Нью-Йорк                   | США                   | Madison Square Garden         |
| Листопад 15, 2012 | Шарлотт                    | США                   | Time Warner Cable Arena       |
| Листопад 17, 2012 | Атланта                    | США                   | Philips Arena                 |
| Листопад 19, 2012 | Маямі                      | США                   | American Airlines Arena       |
| Листопад 20, 2012 | Маямі                      | США                   | American Airlines Arena       |
| Листопад 24, 2012 | Мехіко                     | Мексика               | Foro Sol                      |
| Листопад 25, 2012 | Мехіко                     | Мексика               | Foro Sol                      |
| Південна Америка  |                            |                       |                               |
| Листопад 28, 2012 | Медельїн                   | Колумбія              | Estadio Atanasio Girardot     |
| Листопад 29, 2012 | Медельїн                   | Колумбія              | Estadio Atanasio Girardot     |
| Грудень 2, 2012   | Ріо-де-Жанейро             | Бразилія              | Олімпійський парк «Рок-місто» |
| Грудень 4, 2012   | Сан-Пауло                  | Бразилія              | Estádio do Morumbi            |
| Грудень 5, 2012   | Сан-Пауло                  | Бразилія              | Estádio do Morumbi            |
| Грудень 9, 2012   | Порту-Алегрі               | Бразилія              | Estádio Olímpico Monumental   |
| Грудень 13, 2012  | Буенос-Айрес               | Аргентина             | River Plate Stadium           |
| Грудень 15, 2012  | Буенос-Айрес               | Аргентина             | River Plate Stadium           |
| Грудень 19, 2012  | Сантьяго                   | Чилі                  | Estadio Nacional              |
| Грудень 22, 2012  | Кордова                    | Аргентина             | Estadio Chateau Carreras      |
| Австралія         |                            |                       |                               |
|                   |                            | Австралія (Скасовано) |                               |

## Відвідуваність, касові збори
| Місце проведення                         | Місто           | Продано квитків / Залишилося квитків | Валовий дохід |
| ---------------------------------------- | --------------- | ------------------------------------ | ------------- |
| Ramat Gan Stadium                        | Тель-Авів       | 33,457 / 33,457 (100 %)              | $4,339,876    |
| Yas Arena                                | Абу-Дабі        | 45,722 / 45,722 (100 %)              | $8,053,500    |
| Türk Telekom Arena                       | Стамбул         | 47,789 / 47,789 (100 %)              | $6,219,598    |
| Stadio Olimpico                          | Рим             | 36,658 / 36,658 (100 %)              | $2,835,542    |
| San Siro                                 | Мілан           | 53,244 / 53,244 (100 %)              | $5,624,570    |
| Stadio Artemio Franchi                   | Флоренція       | 42,434 / 42,434 (100 %)              | $4,252,680    |
| Palau Sant Jordi                         | Барселона       | 33,178 / 33,178 (100 %)              | $3,893,274    |
| Estádio Cidade de Coimbra                | Коїмбра         | 33,597 / 33,597 (100 %)              | $3,156,022    |
| O2 World                                 | Берлін          | 25,481 / 25,481 (100 %)              | $3,679,378    |
| Parken Stadium                           | Копенгаген      | 29,416 / 29,416 (100 %)              | $2,980,465    |
| Ullevi                                   | Гетеборг        | 36,472 / 36,472 (100 %)              | $4,510,807    |
| Ziggo Dome                               | Амстердам       | 29,172 / 29,172 (100 %)              | $3,777,245    |
| Lanxess Arena                            | Кьольн          | 14,489 / 14,489 (100 %)              | $1,775,841    |
| Stade Roi Baudouin                       | Брюссель        | 36,778 / 36,778 (100 %)              | $3,676,447    |
| Stade De France                          | Париж           | 62,195 / 62,195 (100 %)              | $7,195,799    |
| Hyde Park                                | Лондон          | 54,140 / 54,140 (100 %)              | $6,714,027    |
| National Indoor Arena                    | Бірмінгем       | 11,684 / 11,684 (100 %)              | $1,998,196    |
| Murrayfield Stadium                      | Единбург        | 52,160 / 52,160 (100 %)              | $4,974,731    |
| Aviva Stadium                            | Дублін          | 33,953 / 33,953 (100 %)              | $3,175,497    |
| L'Olympia                                | Париж           | 2,576 / 2,576 (100 %)                | $346,653      |
| Ernst-Happel-Stadion                     | Відень          | 33,250 / 33,250 (100 %)              | $1,953,791    |
| National Stadium                         | Варшава         | 38,699 / 38,699 (100 %)              | $2,933,410    |
| НСК «Олімпійський»                       | Київ            | 31,022 / 31,022 (100 %)              | $4,893,317    |
| СК «Олимпийский»                         | Москва          | 19,842 / 19,842 (100 %)              | $4,074,400    |
| СКК Петербургский                        | Санкт-Петербург | 19,079 / 19,079 (100 %)              | $2,683,569    |
| Helsinki Olympic Stadium                 | Хельсінкі       | 42,760 / 42,760 (100 %)              | $5,589,900    |
| Telenor Arena                            | Осло            | 18,631 / 18,631 (100 %)              | $3,017,871    |
| Letzigrund                               | Цюрих           | 37,792 / 37,792 (100 %)              | $4,989,192    |
| Stade Charles-Ehrmann                    | Ніцца           | 29,670 / 29,670 (100 %)              | $2,386,311    |
| Wells Fargo Center                       | Філадельфія     | 15,741 / 15,741 (100 %)              | $2,651,855    |
| Bell Centre                              | Монреаль        | 16,918 / 16,918 (100 %)              | $3,457,482    |
| Рівнини Авраама                          | Квебек          | 70,569 / 70,569 (100 %)              | $8,098,292    |
| TD Garden                                | Бостон          | 13,995 / 13,995 (100 %)              | $2,450,720    |
| Yankee Stadium                           | Нью-Йорк        | 79,775 / 79,775 (100 %)              | $12,599,540   |
| Scotiabank Place                         | Оттава          | 14,422 / 14,422 (100 %)              | $2,371,994    |
| Air Canada Centre                        | Торонто         | 32,557 / 32,557 (100 %)              | $7,458,188    |
| Boardwalk Hall                           | Атлантик-Сіті   | 12,207 / 12,207 (100 %)              | $2,891,340    |
| United Center                            | Чикаго          | 28,143 / 28,143 (100 %)              | $5,102,880    |
| Verizon Center                           | Вашингтон       | 27,944 / 27,944 (100 %)              | $4,860,428    |
| Rogers Arena                             | Ванкувер        | 28,500 / 28,500 (100 %)              | $4,758,994    |
| KeyArena                                 | Сієтл           | 23,651 / 23,651 (100 %)              | $3,723,405    |
| HP Pavilion at San Jose                  | Сан-Хосе        | 25,907 / 25,907 (100 %)              | $4,791,285    |
| Staples Center                           | Лос-Анджелес    | 29,015 / 29,015 (100 %)              | $6,162,835    |
| MGM Grand Garden Arena                   | Лас-Вегас       | 24,991 / 24,991 (100 %)              | $7,188,879    |
| US Airways Center                        | Фенікс          | 13,239 / 13,239 (100 %)              | $2,389,060    |
| Pepsi Center                             | Денвер          | 13,280 / 13,280 (100 %)              | $2,135,835    |
| American Airlines Center                 | Даллас          | 14,360 / 14,360 (100 %)              | $2,329,690    |
| Toyota Center                            | Х'юстон         | 24,797 / 24,797 (100 %)              | $4,390,355    |
| New Orleans Arena                        | Новий Орлеан    | 14,498 / 14,498 (100 %)              | $2,261,515    |
| Sprint Center                            | Канзас-Сіті     | 14,108 / 14,108 (100 %)              | $2,366,220    |
| Scottrade Center                         | Сент-Луїс       | 16,022 / 16,022 (100 %)              | $2,449,110    |
| Xcel Energy Center                       | Сент-Пол        | 26,084 / 26,084 (100 %)              | $4,229,005    |
| Consol Energy Center                     | Піттсбург       | 14,120 / 14,120 (100 %)              | $2,358,670    |
| Joe Louis Arena                          | Детройт         | 13,716 / 13,716 (100 %)              | $1,833,154    |
| Quicken Loans Arena                      | Клівленд        | 16,487 / 16,487 (100 %)              | $2,546,780    |
| Madison Square Garden                    | Нью-Йорк        | 24,790 / 24,790 (100 %)              | $4,846,665    |
| Time Warner Cable Arena                  | Шарлотт         | 13,817 / 13,817 (100 %)              | $2,208,180    |
| Philips Arena                            | Атланта         | 13,504 / 13,504 (100 %)              | $2,379,792    |
| American Airlines Arena                  | Маямі           | 27,976 / 27,976 (100 %)              | $5,241,125    |
| Foro Sol                                 | Мехіко          | 84,382 / 84,382 (100 %)              | $11,586,745   |
| Estadio Atanasio Girardot                | Медельїн        | 90,018 / 90,018 (100 %)              | $14,741,104   |
| Parque dos Atletas                       | Ріо-де-Жанейро  | 34,709 / 34,709 (100 %)              | $4,332,428    |
| Estádio do Morumbi                       | Сан-Пауло       | 85,255 / 85,255 (100 %)              | $8,430,677    |
| Estádio Olímpico Monumental              | Порту-Алегрі    | 42,524 / 42,524 (100 %)              | $7,578,191    |
| River Plate Stadium                      | Буенос-Айрес    | 89,226 / 89,226 (100 %)              | $10,820,041   |
| Estadio Nacional Julio Martínez Prádanos | Сантьяго        | 47,625 / 47,625 (100 %)              | $3,867,601    |
| Estadio Mario Alberto Kempes             | Кордова         | 48,133 / 48,133 (100 %)              | $5,566,393    |
| ЗАГАЛОМ                                  | ЗАГАЛОМ         | 2,212,505 / 2,212,505 (100 %)        | $305,158,362  |